# Le origini (Mimmo Dany)
Le origini è il sesto album del cantante napoletano Mimmo Dany, pubblicato nel 2000.

## Tracce
1. Amico mio
2. Ossessione
3. Ancora bella
4. Amore maledetto
5. Amore cercasi
6. Na storia furnuta
7. Nun ce pruvà
8. Napoli sbandata
9. Te penso ancora
10. Fantastica